# James-Andrew Davis
James-Andrew Davis (Londres, 3 de julio de 1991) es un deportista británico que compite en esgrima, especialista en la modalidad de florete.
Ganó cuatro medallas en el Campeonato Europeo de Esgrima entre los años 2013 y 2016.
Participó en dos Juegos Olímpicos de Verano, Río de Janeiro 2016 y Londres 2012, ocupando en ambas ocasiones el sexto lugar en la prueba por equipos.

## Palmarés internacional
| Campeonato Europeo | Campeonato Europeo    | Campeonato Europeo | Campeonato Europeo  |
| Año                | Lugar                 | Medalla            | Prueba              |
| ------------------ | --------------------- | ------------------ | ------------------- |
| 2013               | Zagreb (Croacia)      | Medalla de bronce  | Florete individual  |
| 2013               | Zagreb (Croacia)      | Medalla de bronce  | Florete por equipos |
| 2014               | Estrasburgo (Francia) | Medalla de oro     | Florete individual  |
| 2016               | Toruń (Polonia)       | Medalla de bronce  | Florete por equipos |